# Desnogorsk
Desnogorsk (in russo Десногорск?) è una cittadina della Russia europea, situata nell'oblast' di Smolensk a circa 150 km da Smolensk, sul fiume Desna.
Nei dintorni della città si trovano due centrali nucleari, la Smolensk e la costruenda Smolensk 2.